# William Moloney
William Arthur Moloney (Ottawa, 10 luglio 1876 – Chicago, 12 agosto 1915) è stato un velocista statunitense.
Prese parte ai Giochi olimpici di Parigi del 1900 nella gara dei 400 metri piani, in cui si qualificò per la finale ma si ritirò perché essa si disputava di domenica. A questa Olimpiade partecipò anche suo fratello minore Fred Moloney, vincitore di una medaglia di bronzo.